# Fintan Gavin
Fintan Gavin (Dublin, Irlanda, 1 de janeiro de 1966) é um clérigo irlandês e bispo católico romano de Cork e Ross.
Fintan Gavin foi ordenado diácono em 11 de março de 1990 pelo Arcebispo de Dublin, Desmond Connell. Em 7 de junho de 1991, recebeu o sacramento da ordenação do bispo auxiliar de Dublin, Eamonn Oliver Walsh.
Em 8 de abril de 2019, o Papa Francisco nomeou-o Bispo de Cork e Ross.